# Bataille d'Idomene
Guerre du Péloponnèse
Batailles
- Sybota
- Potidée
- Chalcis
- Patras
- Naupacte
- Mytilène
- Tanagra
- Étolie
- Olpae
- Idomene
- Pylos
- Sphactérie
- Délion
- Amphipolis
- Mantinée
- Mélos
- Expédition de Sicile
- Symi
- Érétrie
- Cynosséma
- Abydos
- Cyzique
- Notion
- Arginuses
- Aigos Potamos

La bataille d'Idomene est livrée en 426 av. J.-C. pendant la guerre du Péloponnèse. Après leur victoire à la bataille d'Olpae, les forces athéniennes commandées par Démosthène attaquent de nuit une colonne d'Ambraciotes, les surprenant pendant leur sommeil. Plus de mille Ambraciotes sont tués lors de ce massacre.